# محمد أسعد اليساري
محمد أسعد اليساري (ت. 1213 هـ / 1798 م) هو خطاط تركي. لُقّبَ بـ «يساري» لأنه كان يكتب باليسار - لشلل في طرفه الأيمن.
اشتهر باشتقاقه طريقة خاصة في خط التعليق الفارسي. من طلابه العديدين، ولده مصطفى عزت وعرب زاده.